# Erythrina tahitensis
Erythrina tahitensis är en ärtväxtart som beskrevs av Jean Nadeaud. Erythrina tahitensis ingår i släktet Erythrina och familjen ärtväxter. Inga underarter finns listade i Catalogue of Life.